# Ołeh Herasymiuk
Ołeh Wiktorowycz Herasymiuk, ukr. Олег Вікторович Герасимюк (ur. 22 września 1986 we Włodzimierzu Wołyńskim) – ukraiński piłkarz, grający na pozycji pomocnika, a wcześniej napastnika.

## Kariera piłkarska

### Kariera klubowa
Wychowanek DJuSSz Wołyń Łuck. Najpierw bronił barw farm-klubów Wołyni - Kowel-Wołyń-2 Kowel i Ikwa Młynów. 15 lipca 2004 debiutował w podstawowym składzie Wołyni, skąd w 2005 przeszedł do Dynama Kijów. Występował w juniorskiej i młodzieżowej drużynie Dynama. W 2005 występował w Wołyni na wypożyczeniu. W 2006 został wypożyczony do Arsenału Kijów, a w 2008 do azerskiego klubu Neftçi PFK. W 2009 powrócił z wypożyczenia. W lutym 2010 powrócił do łuckiej Wołyni. Po zakończeniu sezonu 2012/13 ponownie został piłkarzem Arsenału Kijów. Po rozformowaniu Arsenału, w styczniu 2014 przeszedł do Howerły Użhorod. Po zakończeniu sezonu 2014/15 opuścił zakarpacki klub, a 7 sierpnia 2015 po raz kolejny wrócił do Wołyni. 2 września 2017 opuścił łucki klub. 10 stycznia 2018 po raz kolejny zasilił skład Wołyni.

### Kariera reprezentacyjna
Występował w reprezentacji Ukrainy U-17 oraz reprezentacji Ukrainy U-19.

## Sukcesy i odznaczenia

### Sukcesy klubowe
- wicemistrz Ukrainy: 2005

### Sukcesy reprezentacyjne
- mistrz Uniwersjady: 2007

### Nagrody i odznaczenia
- tytuł Mistrza Sportu Klasy Międzynarodowej: 2007